# Larry VS 88
Larry VS 88 es un grafitero español de estilo «flechero» muy activo durante los años 80. En 2003 reapareció como Einsamkeit realizando plantillas de trabajosa elaboración.

## Biografía
En 1987 comienza a pintar las calles del barrio de La Elipa, Madrid. El número de su firma hace referencia al año 1988, donde detuvo la cuenta tras pintar VS87. Fue parte del grafiti autóctono madrileño, siendo influenciado directamente por escritores como Muelle, Bleck La Rata o Josesa Punk.
Tras una época de inactividad reaparece con el sobrenombre de Einsamkeit (soledad en alemán) realizando principalmente intervenciones de Street Art y colaboraciones con el proyecto TeGustaLoQueves?.
Ha participado en exposiciones como «Interferencias Urbanas» de 2004, Villagegraff, edición Madrid o Primer Asalto 2005 en Zaragoza y aparece en numerosas revistas y libros especializados como Graffiti world.